# Archiv für Druck und Papier
Das Archiv für Druck und Papier war eine in der Nachkriegszeit in 11 Jahrgängen von 1955 bis 1965 erschienene Zeitschrift mit dem programmatisch verlängerten Titelzusatz „Buchgewerbe, Graphik, Werbung. Internationale graphische Fachzeitschrift. Zweisprachige Ausgabe = Archives for printing, paper and kindred trades“. Die Zählung des in deutscher und englischer Sprache vierteljährlich in Berlin-Marienfelde im „Buch- u. Dr. Gewerbe-Verlag“ erschienenen Blattes wurde nur teilweise vom Vorgängertitel übernommen, dem Archiv für Buchgewerbe und Gebrauchsgraphik.
Nachfolger des Periodikums wurde das Archiv für Drucktechnik.